# 麦少颜
麦少颜（1979年1月19日—），广东南海人，中国女子曲棍球运动员，中国国家女子曲棍球队成员。她曾代表中国参加2004年夏季奥运会女子曲棍球比赛，并获得第4名。